# Ordre du Ouissam alaouite
L’ordre du Ouissam — ou Wissam — alaouite est un ordre honorifique marocain créé le 11 janvier 1913 (2 safer 1331 AH), alors sous le nom d'ordre du Ouissam alaouite chérifien, peu après l'instauration du protectorat français et sous le règne de Moulay Youssef. Comme l’ordre du Trône du Maroc, l’ordre du Ouissam alaouite est considéré comme l’équivalent de l’ordre national de la Légion d’honneur en France. Pour mémoire, le maréchal Lyautey ne portait sur son grand uniforme, au-dessous de la médaille militaire, que les deux plaques de Grand-croix de la Légion d’honneur et du Ouissam alaouite chérifien,.

## Organisation[6]

### Administration de l'ordre

#### Conseil de l'ordre
Le conseil de l’ordre comprend: Le ministre de la Maison Royale, en qualité de grand chancelier. Le directeur du protocole royal et de la chancellerie, en qualité d'adjoint du grand chancelier.
Six membres représentant chacun des ordres du Royaume.
Les membres du conseil de l'ordre sont choisis par le Roi sur proposition du grand chancelier, parmi les membres des ordres nationaux, titulaires au moins du grade de 2e classe. Ils sont nommés pour trois ans par décret royal. Les membres sortants peuvent à nouveau être nommés.

##### Attribution
Le conseil de l'ordre a pour attribution :
1. De veiller à l'observation des statuts et règlements relatifs aux ordres.
2. De vérifier si les propositions de nomination ou de promotion sont conformes à la législation en vigueur et de dresser la liste des propositions retenues conformément aux principes fondamentaux des ordres.
3. De donner son avis sur les sanctions disciplinaires à prendre à l'encontre des membres de l'ordre et sur toutes les questions pour lesquelles le grand chancelier juge utile de le consulter.

#### Grande chancellerie
Les ordres du Royaume ci-dessus définis constituent l'ordre national du Royaume. Cet ordre est administré par un grand chancelier, assisté d'un adjoint et d'un conseil de l'ordre.
Ce conseil est doté de la personnalité morale, son budget est compris dans le budget de la Maison Royale.
Les opérations inscrites au budget de l'ordre sont faites sous la responsabilité d'un agent comptable relevant de la commission nationale des comptes.

#### Grand chancelier
Le grand chancelier a seule qualité pour représenter en toutes circonstances l'ordre national du Royaume et, en particulier, devant les juridictions de l'ordre judiciaire et administratif.
Il exerce notamment, toutes actions relatives aux droits et prérogatives des membres de l'ordre national.
Le grand chancelier préside le conseil de l'ordre. Il est toujours suppléé par son adjoint.
En cas d'absence ou d'empêchement, la présidence est assurée par le membre le plus ancien du conseil de l'ordre, titulaire de la classe la plus élevée de l'un des ordres.
Le grand chancelier présente au Roi les rapports et projets concernant les ordres du Royaume. Il Nous présente également les candidatures à nomination ou à promotion dans les ordres.
Le directeur du protocole royal et de la chancellerie dirige, sous l'autorité du Roi, l'administration centrale de la grande chancellerie.
Il a délégation générale et permanente à l'effet de signer, au nom du grand chancelier, tous actes, arrêtés et décisions, à l'exception des déclarations formulées au nom du conseil de l'ordre.
Il assure le secrétariat général du conseil de l'ordre et la direction des services de l'administration.
Il peut se faire suppléer par le chef du protocole royal ou par l'un de ses membres ayant le rang d'attaché pour assurer les fonctions du secrétariat général.
L'adjoint du grand chancelier prête lors de la prise de possession de ses fonctions, le serment suivant : « - Je jure devant Dieu d'être fidèle à ma religion, à ma patrie et à mon Roi, de n'apposer le sceau que sur les brevets dont le mérite des titulaires a été dûment constaté selon la décision du conseil de l'ordre et après accord préalable de Sa Majesté le Roi, Grand Maître de l'ordre, et de défendre les droits et les privilèges donnés par les lois aux personnes décorées des ordres nationaux et d'accomplir ma mission avec honnêteté et intégrité. » L'adjoint du grand chancelier est dépositaire du sceau de l'ordre. Sous l'autorité du Roi, il dirige les travaux du conseil de l'ordre et ceux des services administratifs. Il relève directement de Notre Majesté, Grand Maître des ordres, qui peut l'appeler à être entendu par le conseil des ministres quand il s'agit de questions relatives aux ordres.
Il est tenu à la grande chancellerie :
1. Un registre matricule général des brevets établis par ordre chronologique.
2. Un répertoire alphabétique général des personnes décorées.
3. Un répertoire alphabétique des personnes décorées dans chaque classe des différents ordres.
4. Un inventaire faisant ressortir les recettes de chaque grade des différents ordres et les dépenses effectuées au nom des bénéficiaires des ordres.

## Nomination et promotion
La distinction, ou décoration, du Ouissam alaouite est toujours décernée aujourd'hui mais est réservée aux personnalités étrangères ayant rendu des services éminents au Royaume : ministres, parlementaires, diplomates. Les récipiendaires sont nommés, promus ou élevés par dahir (décret) du roi du Maroc, qui est le grand maître de l’ordre et qui seul remet les insignes de la dignité de grand cordon.

### Conditions
Pour être nommé à la dernière classe de l'un des ordres nationaux, il faut être majeur et jouir de ses droits civils et politiques.
Nul ne pourra être promu au grade supérieur s'il ne justifie d'une ancienneté d'au moins cinq années dans le grade immédiatement inférieur.
Il pourra, toutefois, être dérogé aux conditions prévues au présent article si le candidat justifie de services exceptionnels et si le conseil de l'ordre émet un avis favorable à cette promotion.

### Modalités
Un décret fixe, le 1er janvier de chaque année, le contingent annuel des différents ordres, par ordre et par classe, à répartir entre les ministères et la chancellerie.
Ces contingents devront être établis compte tenu des nombres limités fixés à l'article précédent.
Des nominations et des promotions peuvent être accordées en dehors des dates ci-dessus fixées pour récompenser des services ou à l'occasion de circonstances exceptionnelles.
Le montant des droits de chancellerie est fixé ainsi qu'il suit :
- Classe exceptionnelle (Grand cordon) : 100 DH.
- 1er classe (Grand officier) : 75 DH.
- 2e  classe (Commandeur) : 50 DH.
- 3e  classe (Officier) : 25 DH.
- 4e  classe (Chevalier) : 20 DH.

### Réception dans l'ordre et brevet de nomination
Tout candidat à l'ordre qui n'aura pas versé à la trésorerie générale les droits de chancellerie dans le délai de six mois à compter du jour où il aura été informé de son admission dans un ordre sera privé de ses droits et aucune demande ne pourra être renouvelée en sa faveur avant cinq ans à moins qu'il ne soit dûment établi qu'il était hors du Maroc ou que son adresse était incomplète ou inconnue.
La dispense des droits de chancellerie peut être accordée par le grand chancelier, après avis du conseil de l'ordre en raison du caractère exceptionnel des services rendus ou de la situation personnelle des intéressés.

## Cas particuliers

### Discipline
Tout membre de l'un des ordres du Royaume qui aura commis une faute contre l'honneur, ou qui aura été condamné à une peine criminelle ou correctionnelle sera passible de sanctions disciplinaires.
Les peines disciplinaires sont :
1. Le blâme.
2. La suspension.
3. La radiation.

Les deux premières sont prononcées par le grand chancelier, après avis conforme du conseil de l'ordre. Notification en est faite à l'intéressé et aux autorités qui ont saisi le grand chancelier du cas.
Après information et accord de Notre Majesté, le brevet est retiré et radiation est opérée sur les registres de la grande chancellerie avec indication de la date du décret et des motifs ayant entraîné cette mesure.
Les procureurs de Notre Majesté, les procureurs généraux et les commissaires du Gouvernement près les tribunaux militaires sont tenus d'informer sans délai la grande chancellerie de toute poursuite et de toute condamnation à l'encontre des membres de l'un des ordres du Royaume.
En cas de condamnation, une copie du jugement ou de l'arrêt sera jointe au rapport.
Les gouverneurs, pachas et caïds, et à l'étranger, les ambassadeurs, ministres plénipotentiaires et consuls, sont tenus d'informer la grande chancellerie, les premiers par l'intermédiaire du ministère de l'intérieur et les seconds par l'intermédiaire du ministère des affaires étrangères, de tous faits graves dont s'est rendu coupable un membre de l'un des ordres du Royaume et qui seraient susceptibles d'entraîner l'application à son encontre des peines disciplinaires prévues à l'article 80 ci-dessus.
Dès réception des avis prévus aux articles 81 et 82, le grand chancelier saisit des faits le conseil de l'ordre par un rapport succinct et fait procéder à une enquête.
Si les faits reprochés sont établis, il transmet le dossier au conseil de l'ordre qui inscrit l'affaire à l'ordre du jour de sa plus proche réunion.
L'intéressé est avisé par le grand chancelier de l'ouverture à son encontre d'une procédure disciplinaire avec indication des motifs retenus. Il est invité en même temps, à produire dans le délai d'un mois des explications au moyen d'un mémoire établi par lui ou son avocat.
Un rapport sur les mesures disciplinaires à prendre à l'encontre de l'intéressé est dressé par un des membres du conseil de l'ordre.
Le conseil de l'ordre émet son avis au vu du dossier complet, les peines prononcées ne pouvant être supérieures à celles demandées par le rapporteur.
Si le rapporteur demande la radiation, l'avis doit être approuvé par les deux tiers des membres du conseil avant d'être soumis à l'appréciation de Notre Majesté.
Si le conseil émet un avis de non lieu, notification en est faite à l'intéressé et aux autorités qui sont à l'origine de la procédure.
L'exclusion de l'un des ordres du Royaume entraîne le retrait définitif du droit de porter les insignes et toute décoration marocaine ou étrangère.
Le blâme peut être assorti d'une suspension provisoire des droits et prérogatives de l'ordre, objet de cette mesure.

## Classes
L'ordre comporte cinq classes contingentées annuellement.

### Grades
- Chevalier (3 000 récipiendaires maximum)
- Officier (1 500)
- Commandeur (400)

### Dignités
- Grand officier (80 récipiendaires maximum)
- Grand cordon (appellation demeurée ainsi comme dans le texte fondateur de 1913, dignité équivalente à celle de grand’croix dans les grands ordres occidentaux) (40)

| Rubans (1913-1934) |          |            |                |              |
| Chevalier          | Officier | Commandeur | Grand officier | Grand cordon |

| Rubans (depuis 1934) |          |            |                |              |
| Chevalier            | Officier | Commandeur | Grand officier | Grand cordon |

## Titulaires

### Grand cordon
1916
- Henri Gouraud : résident général de France au Maroc par intérim[8]

1920
- Mustapha Dinguizli : ministre tunisien de la Plume[Pas dans la source][9].

1922
- Laurent Eynac : sous-secrétaire d’état à l’aéronautique,

1926
- José Sanjurjo : haut commissaire d'Espagne au Maroc[10].

1927
- Si Ahmed Jai : vizir des habous[11].
- Omar Tazi: vizir des domaines.

1929
- Hédi Lakhoua : ministre tunisien de la plume[12].
- youssif kadjouj : directeur du protocole du Bey de Tunis.
- M'hammed Belkhodja : gouverneur de Bizerte[13].

1930
- Louis-Athanase Dubois : contre-amiral français[14].

- André Maginot : ministre de la guerre[15].
- Jacques-Louis Dumesnil : ministre de la marine.
- Louis Rollin : ministre de la marine marchande.
- Léon Baréty : sous-secrétaire d’état au budget.

1931
- Luciano López Ferrer : haut-commissaire de la république espagnole à Tétouan[16].

1941
- Charles Platon : amiral français[17].

1943
- Dwight D. Eisenhower : général américain.
- George C. Marshall : chef d'état-major de l'armée de terre des États-Unis.
- George Patton : général américain.

1945
- Jean de Lattre de Tassigny : général français[18].
- Joseph de Goislard de Monsabert: général français[18].
- Antoine Béthouart : général français[18].
- Augustin Guillaume: général français[18].
- Émile Bollaert : commissaire régional de la République à Strasbourg[19],[20].
- Georges Bidault: ministre des Affaires étrangères[21].

1946
- Edmond Michelet : ministre des armées[22].
- Philippe Leclerc de Hauteclocque : général français[23].
- Vincent Auriol : président de la république française[24].

1950
- De Blesson : délégué général à la résidence[25].

1952
- Jacques Gavini : secrétaire d’état français à la Marine[26].
- Roger Duchet : ministre français des P.T.T[27].

1953
- Matthew Ridgway : commandant suprême des forces alliées en Europe[28].
- Louis Christiaens : secrétaire d'état français à l'air[29].

1954
- William Fechteler : amiral américain[30],[31],[32].
- Carleton H. Wright : amiral américain et commandant en chef des forces alliées de l'Atlantique
- Georges Hutin: secrétaire général du protectorat[33].
- Ludovic Chancel : délégué à la résidence générale[34].
- Jacques Chevallier : secrétaire d’état français à la Guerre.

1955
- Pierre July : ministre français des affaires tunisiennes et marocaines.
- Gilbert Grandval : résident général de France au Maroc[35].
- André-Louis Dubois : résident général de France au Maroc[36].
- Pierre Boyer de Latour du Moulin : résident général de France au Maroc[37],[38].
- Jacques-Louis Murtin : commandant de l’air au Maroc[39].
- Burgund : général français et commandant supérieur des troupes françaises au Maroc[40],[9].
- Abd El Majid Mahmoud : ministre d’état d’Irak.
- Hassan El Bakouri : ministre égyptien des wakfs[41].
- Émile Roche : président du conseil économique.
- Si Sayed Hassan Ibrahim : ministre d’état du Yémen[42].

1956
- Rafael García Valiño : haut-commissaire d'Espagne au Maroc[43].

1957
- Eduardo González-Gallarza: ministre espagnol de l'air.
- Habib Bourguiba : président de Tunisie.
- Giorgio La Pira : Maire de Florence.
- Louis Massignon : islamologue français[44].

1962
- Roger Seydoux : ambassadeur de France au Maroc[45].

1970
- Jacques Gillet : médecin français[46],[47].

1980
- David C. Jones : chef d'état-major de l'armée de l'air américaine[48].

1987
- Walter Jesser : ambassadeur d'Allemagne au Maroc[49].

1988
- William Henry Draper III : administrateur du Programme des Nations unies pour le développement[50].
- Aníbal Cavaco Silva : premier ministre portugais[51].

1990
- Colin Powell : chef d'État-Major des armées des États-Unis[52].

1992
- Jacques Lanxade : chef d'état-major des armées françaises[53].

1993
- Édouard Balladur : premier ministre français[54],[55],[56].

1994
- Philippe Morillon : général français[57].

1995
- Camille Cabana : président du cercle d'amitié franco-marocain[58],[59].

1996
- Helmut Kohl : chancelier fédéral allemand[60].
- Philippe Séguin : président de l'Assemblée nationale[61].
- José María Aznar : président du gouvernement espagnol[62].

1997
- Lionel Jospin : Premier ministre français[63].

1999
- James Gustave Speth : administrateur du Programme des Nations unies pour le développement[64].
- Atal Bihari Vajpayee: Premier ministre de l'Inde[65].

2000
- Sepp Blatter : président de la FIFA[66].
- Nicole Fontaine : présidente du parlement européen[67],[68],[69],[70].

2001
- Doudou Sala Diop : ambassadeur du Sénégal au Maroc[71].
- Eduardo Ndoung Elo Nsang : ambassadeur de Guinée équatoriale au Maroc.
- Suchat Prachimdhit : ambassadeur de Thaïlande.au Maroc.
- Indrajit Singh Rathor : ambassadeur de l'Inde au Maroc[72].
- Suleiman Ibrahim All Marjan : ambassadeur du Kuwait au Maroc[73].
- Jordi Pujol : président du gouvernement autonome de Catalogne.

2002
- Michel de Bonnecorse : ambassadeur de France au Maroc[74].
- Husein Naci Akinci : ambassadeur de Turquie au Maroc[75].

2003
- James Wolfensohn : président de la Banque mondiale[76],[77].
- Allan Wagner Tizon : ministre des relations extérieures du Pérou[78].
- Mahmoud Ben Ali Ben Mohamed Al Rahma : ambassadeur d’Oman au Maroc[79].
- Isabel Allende : présidente de la Chambre des députés chilienne[80].
- Moustapha Hassan Moustapha : ambassadeur du Liban au Maroc[81].
- Mustapha Kamal Mohamed : ambassadeur du Bahreïn au Maroc.

2004
- James Wolfensohn: président de la Banque mondiale[82].
- Mohamed Daoudia : ambassadeur de Jordanie au Maroc[83].
- Khalifa Ben Salmane Al Khalifa : premier ministre de Bahreïn[84]
- Edith Lucie Bongo Ondimba : première Dame du Gabon[85].
- Ántero Flores-Aráoz : président du Congrès de la République du Pérou[86].

2005
- Wu Bangguo : président du Comité permanent de l'Assemblée populaire nationale de Chine[87],[88].
- Boualem Bessayah : ambassadeur d'Algérie au Maroc[89].
- Cristina Sunes-Noppen : ambassadeur de Belgique au Maroc.
- Wajih Hassan Ali Kassem (Abou Marouane) : ambassadeur de Palestine au Maroc[90].

2006
- Óscar Maúrtua : ministre péruvien des affaires étrangères[91].
- Siriwat Suthigasame : ambassadeur de Thaïlande au Maroc[92].
- Mamadou Saliou Sylla: ambassadeur de Guinée au Maroc.

2007
- Ahmed Ben bella : ancien président de l'Algérie[93],[94].
- Maersk Mc Kinney Moller : directeur du groupe AP. Moller Maersk[95].
- John Danilovich : président-directeur général du MCC[96],[97].
- Carlos Ghosn : président de Renault et de Nissan[98].
- Issa Hamad Abou Chihab : ambassadeur des Emirats Arabes Unis au Maroc[99].

2008
- Dominique Strauss-Kahn : directeur général du Fonds monétaire international[100],[101].
- Armand de Decker : président du Sénat de Belgique[102].
- Arne Aasheim : ambassadeur de Norvège au Maroc[103].
- Alexandre Tokovinine : ambassadeur de Russie au Maroc.
- Mauricio Torbay Hachem : homme d'affaires vénézuélien[104].
- Carlos Alberto Simas Magalhaes : ambassadeur du Brésil au Maroc[105],[106].

2009
- Thomas Riley : ambassadeur des Etats-Unis au Maroc[107].
- Cheyakh Ould Ely : ambassadeur de Mauritanie au Maroc[108].
- Saleh Bekkari : ambassadeur de Tunisie au Maroc[109].
- Jean-François Thibault : ambassadeur de France au Maroc.
- Kobina Annan : ambassadeur du Ghana au Maroc[110].
- Hassan Abdelkader : ambassadeur de Palestine au Maroc[111].
- Georgios Georgountzos : ambassadeur de Grèce au Maroc[112].
- Kadri Fathi Abdelmottalab : ambassadeur d'Egypte au Maroc.
- Vercauteren Drubbel : ambassadeur de Belgique au Maroc.
- Salah Mohamed Saoud Al-Baïjane : ambassadeur du Koweït au Maroc[113].
- Mohamad Ben Abdellah Al Farissi : ambassadeur d'Oman au Maroc[114].
- Adolfo Zaldivar : président du sénat chilien[115].
- Paulette Brisepierre : présidente d'honneur du Groupe d'amitié France-Maroc.

2010
- Sepp Blatter : président de la FIFA[116].
- Alberto de Núnez : ambassadeur d'Argentine au Maroc[117].
- Robert Zoellick : président de la Banque mondiale.

2011
- Issa Hayatou : président de la Confédération africaine de football[118].
- Al-Walid ben Talal Al Saoud : prince saoudien[119].
- Vasile Gheorge Popovici : ex-ambassadeur de Roumanie au Maroc[120].
- Luis Planas : ambassadeur d'Espagne au Maroc[121].
- Ibou Ndaye : ancien ambassadeur du Sénégal au Maroc[122],[123].
- Charles Aké Tchimou : ancien ambassadeur de la Côte d'Ivoire au Maroc[124],[125].

2012
- Ibrahim Traore : ancien ambassadeur du Burkina Faso au Maroc[126].
- François Banga Eboumi : ambassadeur du Gabon au Maroc[127],[128].
- Timothy Colin Morris : ambassadeur du Royaume Uni au Maroc[129].
- Mamadouba Diabaté : ancien ambassadeur de Guinée au Maroc[130].
- Bruno Joubert : ambassadeur de France au Maroc[131],[132],[133].
- Sakr Ben Moubarak Al-Mansouri : ambassadeur du Qatar au Maroc[134].
- Fayçal Al Choubaki : ex-ambassadeur de Jordanie au Maroc[135].
- Joao Rosa Là : ancien ambassadeur du Portugal au Maroc[136].

2013
- Khaled Ben Salmane Ben Ahmed Al Khalifa : ambassadeur du Bahreïn au Maroc[137].
- Ahmed Hassan Sobh : ambassadeur de Palestine au Maroc[138].
- Boris Bolotine : ambassadeur de Russie au Maroc[139].
- Shlomo Amar : Grand Rabbin[140].
- Jean-Luc Bodson : ambassadeur de Belgique au Maroc[141].
- Clifford Nii Amon Kotey : ambassadeur du Ghana au Maroc[142].
- Moussa Ben Hamdan Attaai : ambassadeur d'Oman au Maroc.
- Alberto Navarro: ancien ambassadeur d'Espagne au Maroc.

2014
- Mohammed Ben Abdurahman Al Becher : ambassadeur d'Arabie saoudite au Maroc[143].
- Fred Harald Nomme : ambassadeur du Norvège au Maroc[144].
- Toumani Djimé Diallo : ancien ambassadeur du Mali au Maroc[145],[146].
- Jack Lang : président de l'Institut du monde arabe à Paris et ancien ministre français de la culture[147].
- Tosari Widjaja : ambassadeur d'Indonésie au Maroc[148].
- Kundalee Prachimdhit : ancien ambassadeur de Thaïlande au Maroc[149].

2015
- Bertrand Louis : ambassadeur de Suisse au Maroc[150].
- Witold Spirydowicz : ambassadeur de Pologne au Maroc[151].
- Christina Harttil : ancien ambassadeur de Finlande au Maroc[152].
- Charles Fries : ambassadeur de France au Maroc[153].
- Antonio Sozzo : nonce apostolique à Rabat (en)[154],[155].

2016
- Al Asri Said Ahmed Al Dahiri : ambassadeur des Émirats Arabes Unis au Maroc[156].
- Michaela Froňková : ambassadeur de Tchéquie au Maroc[157].
- Pierre Bergé : président de la Fondation Jardin Majorelle[158],[159].
- José Luis Rodriguez Zapatero : ancien chef du gouvernement espagnol[160],[161].
- Raymond L. Conner : président de Boeing[162],[163].
- Simona Ioan : ambassadeur de Roumanie au Maroc[164],[165].

2019
- Tarek Aliev : ancien ambassadeur d’Azerbaïdjan au Maroc[166].
- Boriana Ivanova Simeonova : ambassadeur de Bulgarie au Maroc[167].
- Abdu Razzaq Guy Kambogo : ancien ambassadeur du Gabon au Maroc[168],[169].
- Abdullah Falah Bin Abdullah Al Dosari : ambassadeur du Qatar au Maroc[170].
- Jean-François Girault : ambassadeur de la France au Maroc[171].
- Ousmane Amadou Sy : ambassadeur du Mali au Maroc.

2020
- Sladjana Prica Tavciovska : ancienne ambassadrice de Serbie au Maroc[172],[173],
- Maria Rita da Franca Sousa Ferro Levy Gomes : ancienne ambassadrice du Portugal au Maroc[174].

2021
- Fernando Affonso Collor de Mello : ancien président brésilien[175],[176].
- Óscar Rodolfo Benítez Estragó : ancien ambassadeur du Paraguay au Maroc[177],[178].
- Soultana Leila Houssain : ancien ambassadeur du Bangladesh au Maroc[179],[180].

2023
- Cheikh Saeed bin Mohammed bin Ali Albarami : ancien ambassadeur d'Oman au Maroc[181].
- Klaus Kogeler : ancien ambassadeur d’Autriche au Maroc[182],[183].
- Julio Bitelli : ancien ambassadeur du Brésil au Maroc[184].
- Vito Rallo : ancien nonce apostolique à Rabat[185].

2024
- Nell Stewart : ex-ambassadrice du Canada au Maroc[186],[187],[188].
- Idrissa Traoré : ex-ambassadeur de Côte d’Ivoire au Maroc[189].
- Astanah Abdul Aziz : ancienne ambassadeur de Malaisie au Maroc[190].

### Grand officier
1920
- Sabino Rinella : consul général d'Italie à Tanger[191].
- Khelil Bouhageb : président de la municipalité de Tunis.
- Chedly El Okby : gouverneur du Cap-Bon à Nabeul.

1926
- Duvernoy : secrétaire général du Protectorat[192].
- Bertrand : général français et commandant les troupes de la côte.

1927
- Léon Champion : conseiller général du département de la Seine et maire de Maisons-Alfort[193].

1930
- Henri Gamard : député français[194].

1932
- Bénazet: directeur des affaires indigènes[195]
- Colombani: directeur de la santé et de l’hygiène publiques.

1933
- Ernesto Burzagli : Commandant en chef de la première escadre italienne.

1946
- René Brouillet : secrétaire général du gouvernement tunisien[196],[197].
- Paul Ortoli : directeur du cabinet militaire du président du gouvernement provisoire[198].

1952
- Soulmagnon : directeur de l'agriculture, du commerce et des forêts[199].
- Nguyen Van Tri : ministre de la défense nationale du Vietnam[200].

1953
- Inès de Bourgoing : veuve du Maréchal Lyautey[201].

1954
- Christian Fouchet : ministre des affaires tunisiennes et marocaines.

1955
- Gillet : directeur des affaires chérifiennes.
- Lamy : directeur des finances[202]
- Jean Marin : directeur général de l'Agence France-Presse[203].
- Germaine Peyrolles : vice-présidente de l'assemblée nationale[204].

1956
- Jean de Lipkowski : député français[205].

1999
- Charles Josselin : Ministre délégué à la Coopération et à la Francophonie[206].
- María Emma Mejía Vélez : Ministre colombienne des Affaires étrangères[207].

2002
- Hans Dieter Scheel : ambassadeur d'Allemagne au Maroc.
- Mohamed Amamou : secrétaire général de l'Union du Maghreb Arabe[208].
- Abdeljabar Omar Addouri : ambassadeur d'Irak au Maroc[209].
- Hiromi Sato : ambassadeur du Japon au Maroc.
- Rui Goncalo Chaves de Breto Cunha : ambassadeur du Portugal au Maroc.

2003
- Mohamed Reda Bakhtiari : ambassadeur d’Iran au Maroc.

2004
- Mohammed Bin Hammam : président de la Confédération asiatique de football[210].
- Luis Javier Gonzales Posada Eyzaguirre: président du groupe d'amitié parlementaire maroco-péruvien.

2005
- ancien ambassadeur du Brésil au Maroc[211].

2006
- José Manuel de Carvalho Lameiras : ambassadeur du Portugal au Maroc[212].

2007
- Gerhard Deiss : ambassadeur d'Autriche au Maroc[213].
- Akin Algan : ambassadeur de Turquie au Maroc[214].
- Christine Lagarde : ministre français de l'Économie, des Finances et de l'Emploi[215].

2008
- Bernard Rudolph Bot : ancien ministre néerlandais des Affaires étrangères[216].
- Hans Dijkstal : ancien vice-Premier ministre et ministre de l’Intérieur hollandais[81].
- Sjoerd Leenstra : ambassadeur des Pays-Bas au Maroc[217],[218].
- Charles Gray : ambassadeur du Royaume-Uni au Maroc.
- Eleonora Urbanova : ambassadeur de Tchéquie au Maroc[219],[220].

2009
- Brice Hortefeux : ministre français du travail, des relations sociales, de la famille, de la solidarité et de la ville[221].
- Pierre-Marie Guisolphe : ambassadeur de l'Ordre souverain militaire de Malte au Maroc.
- Bruno Dethomas : chef de la délégation de la commission européenne au Maroc[222].
- Yahia Abdeljalil Mahmoud : ambassadeur du Soudan au Maroc[223].
- Christian Dunant : ambassadeur de Suisse au Maroc.
- Gong Yuanxing : ambassadeur de Chine au Maroc[224],[225].
- Yoo Jung-Hee : ambassadeur de la Corée du Sud au Maroc[226]
- Oswaldo Rivera : ex-ministre et directeur de l'institut culturel de Providencia.

2010
- Thai Duong : ambassadeur du Vietnam au Maroc.
- Haruko Hirose : ambassadrice du Japon au Maroc[227].
- Mehmet Haluk Ilicak : ambassadeur de Turquie au Maroc.
- Rachida Dati : ancienne ministre française de la Justice[228],[229].
- Raymond Sasia : ancien inspecteur général à la police nationale française[230],[231].
- Mai bint Mohammed Al Khalifa : ministre de la culture du Bahreïn.

2012
- Rafii Ben Achour : ambassadeur de Tunisie au Maroc[232].

2013
- Santiago Marcovich : ancien ambassadeur du Pérou au Maroc[233],
- Malcolm Hoenlein: vice-président de la Conférence des présidents des grandes organisations juives des États-Unis[234],[235].
- Mautner Markhof : ancien ambassadeur d’Autriche au Maroc[236],[237].
- Toshinori Yanagiya :  ambassadeur du Japon au Maroc.
- Thierry Munoz Ledo Chevannier : ambassadeur du Mexique au Maroc..
- Alberto Navarro : ancien ambassadeur d'Espagne au Maroc[238].

2014
- Taieb Ali Ahmed : ambassadeur du Soudan au Maroc[239].
- Navanethem Pillay : Haut-Commissaire des Nations unies aux droits de l'homme[240].

2015
- Wolfgang Angerholzer : ambassadeur d’Autriche au Maroc.

2016
- Chafik Hajji : ambassadeur de Tunisie au Maroc[241].
- Alex Geiger Soffia : ancien ambassadeur du Chili au Maroc[242].
- Ronald Gerard Strikker : ambassadeur des Pays-Bas au Maroc[243].
- Jose Gutierrez Maxwell : ancien ambassadeur d’Argentine au Maroc[244].

2017
- Dwight. L. Bush : ambassadeur des États-Unis au Maroc[245],[246].
- Carlos Manuel Alfredo Velasco Menidiola : ancien ambassadeur du Pérou au Maroc[247].
- Carlos Charme Silva : ex-ambassadeur du Chili au Maroc[248].
- Pham Truong Giang : ancien ambassadeur du Vietnam au Maroc[249].
- Luis Maria Linde de Castro : gouverneur de la Banque d’Espagne[250].

2018
- Zvonimir Frka Petesic : ex-ambassadeur de Croatie au Maroc[251],[252].
- Suphorn Pholmani : ex-ambassadeur de Thaïlande au Maroc[253],[254].

2019
- Marek Ziolkowski : ancien ambassadeur de Pologne au Maroc[255].
- Massimo Baggi : ambassadeur de Suisse au Maroc.
- Jose Humberto De Brito Cruz : ambassadeur du Brésil au Maroc.
- Anne Vasara : ex-ambassadeur de Finlande au Maroc[256],[257].

2020
- Tran Quoc Thuy : ambassadeur du Vietnam au Maroc[258].
- Yeshi Tamrat Bitew : ancien ambassadeur d’Ethiopie au Maroc[259],[260].
- Ethem Barkan Öz : ex-ambassadeur de Turquie au Maroc[261].
- Alex Geiger Soffia : ex-ambassadeur du Chili au Maroc[262],[263].
- Jacobo Cuyún : ex-ambassadeur de Guatemala au Maroc[264],[265].

2021
- Daniela Bazavan : ancienne ambassadrice de Roumanie au Maroc[266].

### Commandeur
1919
- Marie Maurice De Viguerie : chef d’escadrons de cavalerie, détaché au service aéronautique du Maroc[267].
- René Thiérry: secrétaire d'ambassade à la légation de France au Portugal[268].

1920
- Neigel : directeur du collège musulman de Rabat[269].
- El Hadj El Arbi Ben Echcheikh: oukil des Habous des Lieux Saints à Tunis.
- Késsous Hadj Mohammed: interpréte judiciaire prés le Tribunal de première instance de Philippeville.
- Ben Naceur Si Mohamed Areski: mufti malékite d’Alger.
- Ahmed Skiredj: Grand juge d’Oujda.

1922
- Pierre-Georges Latécoère : chef d'exploitation des lignes aériennes Latécoère.
- Léopold Justinard : commandant français[270].

1925
- Joachim Richard : architecte français[271].

1926
- Louis Jean Martin : inspecteur général des ponts et chaussées[272].

1927
- Henri Moysset : professeur à l'École de guerre et au centre des hautes études navales à Paris[273].

1934
- Jean Jacques de Butler : chef de bataillon, chef du bureau des affaires indigènes[274].
- Alfred Bel : directeur de la Médersa de Tlemcen.

1937
- François-Didier Gregh : inspecteur des finances à Paris[275].
- Noël Giron: diplomate français[276].

1948
- Marcel Cerdan : boxeur français[277],[278].

1951
- Robert Poisson : architecte D.P.L.G français[279],[280].

1952
- Henri Rabion de Pratviel : ingénieur d'exploitation de la navigation aérienne au port aérien de Casablanca[281].

1953
- John Utter : directeur d'Afrique au département d'état américain[282].
- Duchateau : président de l’association marocaine des anciens du C.E.F Italie[283].

1955
- Monroe L. Nute : président du Lions Clubs[284].
- Bouillot : directeur du BRPM[285].

1957
- Couleau : directeur de la centrale des travaux Agricoles[286].

1961
- Parinet : secrétaire général du ministère des travaux publics[287].

1970
- Jean-Claude Winkler : chargé d'affaires de France au Maroc[288],[289].

1971
- Vassili Nesterenko : physicien soviétique[290].

1974
- François Gibault : avocat et écrivain français[291].

1978
- Simone Veil : Ministre française de la Santé[292].

1995
- Stevie Wonder : chanteur américain[293].
- Ruben Galindo : chirurgien français[294],[295].
- Stephen Hughes : journaliste anglais et doyen des journalistes étrangers à Rabat[296].

1996
- Luís Mira Amaral : député portugais[297].
- Mohamed Ali : ancien boxeur américain[298].

2000
- John Duke Anthony : président fondateur et directeur général du conseil national sur les relations américano-arabes[299].
- William Zartman : président de l’Institut américain d’études Marocaines à la légation de Tanger[300].
- Victor Jean-Baptiste Pastor[301],[302].

2002
- Nabil Khoury : consul général des Etats-Unis à Casablanca[303].
- Chira Ratanarat : consul général honoraire du Maroc en Thaïlande.
- Sergio Páez Verdugo : sénateur chilien[304].

2003
- Xiong Zhanqi : ambassadeur de Chine au Maroc[305].
- Alain Delon : acteur[306].
- Manoel de Oliveira : cinéaste portugais.
- Margaret Debardeleben Tutwiler : ambassadeur des Etats-Unis au Maroc.

2004
- Jean Roatta : président du groupe d'amitié France-Maroc à l'Assemblée nationale française[307].
- Ramiah Rajagopalan : ambassadeur de l'Inde au Maroc[308].
- Jérôme Champagne : secrétaire général adjoint de la FIFA.

2005
- Gérard Pélisson : coprésident fondateur du groupe Accor[309],[310].
- Mohamed Abdallah Guergaoui : président du Holding de Dubaï[311].
- Corinne Breuzé : consul général de France à Casablanca[312].
- Moussa Coulibaly : ambassadeur du Mali au Maroc.
- Norman Baker : héros de l'odyssée RA II[313].
- John McCain : sénateur des États-Unis[314].
- Lincoln Diaz-Balart : membre de la Chambre des représentants des États-Unis[315].
- Richard Lugar : sénateur des États-Unis et président de la commission sénatoriale des affaires étrangères[316],[317].

2006
- Philippe Faure : ambassadeur de France au Maroc[318].
- Abdulaziz Othman Altwaijri : directeur général de l'ISESCO[319].
- Mohamed El Abar : président du groupe émirati Emaar[320].
- Nabil Cherif : ambassadeur de Jordanie au Maroc[321].
- Christian de Boissieu : président du Conseil d'analyse économique (CAE) et professeur à l'Université Paris-1 (Panthéon-Sorbonne)[322],[323].
- Park Jay-Son : ambassadeur de Corée au Maroc.
- Jean-Paul Béchat : président du directoire de Safran[324],[325].
- Michel Rousset : professeur aux Facultés de Droit de Grenoble et de Rabat, président honoraire de l’Université des sciences sociales de Grenoble[326]
- Juan José Santander[327].

2007
- Mohamed Masjid Jamii : ambassadeur d'Iran au Maroc[328].
- Enrique Mugica : Défenseur du peuple espagnol (Médiateur), ancien ministre et figure historique du PSOE[329].
- Rosa Aguilar : maire de Cordoue.
- María Rosa de Madariaga : historienne et spécialiste des relations maroco-espagnoles et de la guerre du Rif.
- Carmen Romero : ex-député et militante du rapprochement entre le Maroc et l'Espagne.
- Gema Martin Munoz : arabisante et actuel directeur de la "Casa Arabe" de Madrid.
- Bernabé Lopez : universitaire spécialiste du Maroc et ancien professeur à l’Université Sidi Mohamed Ben Abdallah de Fès[330].
- Miguel Angel Aguilar : homme des médias et journaliste influent sur la place de Madrid.
- Dario Valcarcel : ancien sous directeur du journal "ABC" et l'un des fondateurs du journal influent "El Pais".
- Juan Goytisolo : le grand ami du Maroc, écrivain et citoyen de Marrakech.
- José Miguel Zaldo : homme d'affaires et promoteur de plusieurs investissements espagnols au Maroc.
- Aldo Olcese Dantonja : expert financier.
- Maria Jesus Viguera Molins : historienne spécialiste de l'Andalousie musulmane.
- Pedro Martinez Montavez : arabisant.
- Paquita Rumbao : assistante de plusieurs ambassadeurs du Maroc depuis l'indépendance.
- Juan Antonio Mateos : ancien ambassadeur du Mexique au Maroc[331],[332].
- Claude Griscelli : membre de l’Académie Hassan II des Sciences et Techniques, membre du Haut Conseil de la Science et de la Technologie, ancien directeur de l’INSERM[333].
- Pierre Simon : docteur en droit, directeur du comité d'audit du conseil de surveillance de la Banque du développement des PME.
- Christophe Farnaud : conseiller diplomatique du premier ministre Dominique de Villepin.
- Raphy Marciano : directeur du nouveau centre communautaire de Paris.
- Charles Millhaud : président du directoire de la Caisse nationale des caisses d'épargne.
- Simon Xavier Guerrand Hermès : président de la Fondation Guerrand Hermès.
- Jean-Paul Mauduy : président de la Chambre de commerce et d'industrie de la région Rhône-Alpes.
- Claude Cardella : président de la Chambre de commerce et d'industrie de la région Provence Côte d'Azur.

2008
- Fatoumata Diakité Ndaye : médiateur de la république du Mali[334],[335].
- Jean-Paul Delevoye : médiateur de la République française[336].
- Gottfrid Haas : ambassadeur d'Allemagne au Maroc[337].
- Paolo De Mas : directeur de l’institut néerlandais de Rabat.
- Van Tinteren America : présidente de l’Alliance française.
- Klas Gierow : ambassadeur de Suède au Maroc.

2009
- Nicolas Merindol : ancien directeur général du Groupe Caisse d'Epargne et actuel président du Conseil d'administration du Crédit foncier de France[338].
- Frédéric Jousset : coprésident et fondateur de l'opérateur français des centres d'appels "Webhelp".
- Michel Pelissier : président du conseil de surveillance de la société "LogiRep" et conseiller à la Cour des Comptes.
- Edmond Viviand : ancien directeur des actions de la coopération internationales à la Chambre de commerce et d'industrie de Paris.
- Warda Al Jazairia : chanteuse[339].
- Nour Eccharif : comédien égyptien[340].
- Arturo Herrera : directeur général de la police d'investigations du Chili.
- Maria Eugenia Hirmas : directrice des affaires socioculturelles de la présidence de la république.

2010
- Hamid Al-Jari Al Kotobi : ambassadeur des Emirats Arabes Unis au Maroc.
- Ahmed Ould Hamza : président de la communauté urbaine de Nouakchott.

2011
- Mohamed Saleh Ahmed Al-Tuwaikh : ambassadeur du Koweït au Maroc[341].
- Manuel Valls : député et maire socialiste français d'Evry[342],[343],[344].
- Patrick Kron : PDG d'Alstom[345].

2012
- Jacques Bourdillon : ex responsable à l'office national des irrigations[346].
- Jacques Deschamps : ancien ingénieur en chef au ministère des travaux publics à Rabat.
- Tasnim Aslam : ambassadeur du Pakistan au Maroc.
- Tunç Ugdul : ancien ambassadeur de Turquie au Maroc[347].

2013
- Amadou Habibou Ndiaye : ambassadeur du Sénégal au Maroc.
- Francis Gurry : directeur général de l’Organisation mondiale de la propriété intellectuelle[348].
- Christian Cambon : sénateur et président du groupe d’amitié France-Maroc au Sénat français[349],[350],[351].
- Gilles Pargneaux : président du groupe d’amitié Maroc-UE au parlement européen et député de l’Alliance progressiste des socialistes et démocrates[352].
- Lars Vissing : ambassadeur du Danemark au Maroc.
- Manuel Miguel Da Costa Aragao : ambassadeur d’Angola.au Maroc.
- Abdelaziz Abderrahman Tourki Assbii : ancien ambassadeur du Qatar au Maroc[353],[354].
- Jacqueline Boix : fonctionnaire au Palais royal[355].
- Pedro José Pico : ancien ambassadeur d'Argentine au Maroc[356],[357].
- Mohamed Ould Talba et Mohamed Ould Mouâouia : anciens ambassadeurs de Mauritanie au Maroc[358].

2014
- Irina Bokova : directrice générale de l’UNESCO[359].
- Mo Ibrahim : homme d’affaires et entrepreneur, président de la fondation “Mo Ibrahim pour une meilleure gouvernance en Afrique[360].
- Mamadou Diagna Ndiaye : président du Comité National Olympique et Sportif Sénégalais[361],[362].
- Moumouni Djermakoy Abdoulaye : ambassadeur du Niger au Maroc.
- Mostapha Hamdane : ambassadeur du Liban au Maroc.

2015
- Hani Chakir : artiste-chanteur de la République Arabe d’Egypte[363].
- Hossein El Jasmi : artiste-chanteur émirati.
- Mosaab El Anzi : poète et producteur artistique Koweïtien.
- Ugur Ariner : ancien ambassadeur de Turquie au Maroc[364].
- Jean-Paul Carteron : consul Honoraire de Bulgarie à Monaco[365],[153].
- Jamil Soulaymane Hamza Jalal : moutaouif à Al-Haram Achcharif à la Mecque[366].
- Bruce Lustig : de la congrégation hébraïque de Washington[367].
- Théodore Edgar McCarrick : archevêque émérite de la capitale fédérale US.
- Talib M. Shareef: président de la Nation's Mosque Masjid Mohammed à Washington[368].
- Arthur Schneier : président de l'Appeal of Conscience Foundation[369].
- Timothy M. Dolan : archevêque de New York.
- Demetrios : diocèse orthodoxe grec d'Amérique du Nord.
- Mohamed Hamagid : président de l'Islamic Society of North America.
- Clive Alderton : ambassadeur de Grande Bretagne au Maroc.
- Michael Lund Jeppesen : ambassadeur du Danemark au Maroc.
- Amine Abou Hassira : ambassadeur de Palestine au Maroc.
- José De Carvajal Salido : ambassadeur d’Espagne au Maroc.

2016
- Abderrahmane ben Mohamed Al Jedaia : ambassadeur d'Arabie Saoudite au Maroc[370].
- Md Monirul Islam : ambassadeur du Bangladesh au Maroc.
- Sydney Assor : membre de la communauté juive marocaine établie en Grande-Bretagne[371].
- Jacques Godfrain : président de la Fondation Charles de Gaulle[372],[373].

2017
- Luc Chatel : président du groupe d’amitié France-Maroc à l’assemblée nationale[374].

2019
- Crisantos Obama Ondo : ambassadeur de Guinée Equatoriale.au Maroc.
- Maria Fernanda Canas : ambassadeur d'Argentine au Maroc.

2020
- Baba Garba : ambassadeur du Nigéria au Maroc[375].

2021
- Dam Boontham : ex-ambassadeur de Thaïlande au Maroc[376],[377].
- David Fisher : ancien ambassadeur des Etats-Unis au Maroc[378],[379].
- Bérénice Owen Jones : ex-ambassadeur d’Australie au Maroc[380].
- LI Li : ancien ambassadeur de Chine au Maroc[381].
- Mónica Renata Bolaños Pérez : ancien ambassadeur du Guatemala au Maroc[382].
- Grecia Fiorda Pichardo De Camps : ancienne ambassadrice de la République Dominicaine au Maroc[383],[384].

2022
- Takashi Shinozuka : ex-ambassadeur du Japon au Maroc[385].

2024
- Mohamed Ould Hanani : ambassadeur de la Mauritanie au Maroc[386],[387].
- Erick Estuardo Escobedo Ayala: ancien ambassadeur du Guatemala au Maroc[388].

### Officier
1918
- Nicolas Maurice Allix : chef des exportations de la maison des fils Bardinet[389].

1920
- M’Hamed Denguizli: secrétaite du Gouvernement Tunisien.
- Mohamed El Medelgi: secrétaire à l’administration du Cheikh Al Medina à Tunis.

1922
- Beppo di Massimi : aviateur français.

1924
- Charles Alluaud : entomologiste français[390].

1927
- Risterucci : contrôleur civil[391].

1930
- Édouard Kauffmann : militaire français[392].

1930
- Jules Peumery : fondateur du phare de Calais[393].

1931
- Doyelle : propriétaire de la maison "La sellerie française" à Casablanca[394].
- Mohamed Oufkir : Pacha de Boudnib[395].

1934
- Henri Pérès : secrétaire du nouvel Institut d’études orientales[396]

1936
- Judah Bensimhon : conseiller municipal de Fès[397].

1938
- Maurice Lecoq : industriel français à Taza[398],[399].

1951
- Pierre Prabis : instituteur français.

1952
- Robert Grimonet : vice-président de la 59e fédération.
- Dzinh : Officier d’ordonnance (militaire vietnamien).

1953
- William Bein : directeur de l'Americain Joint Distribution Committee

1954
- David Benarrosh : président de la communauté israélite de Meknès.

1961
- Clos : ingénieur en chef de la circonscription du sud.

1962
- Michel Bourély : conseiller à la cour d’appel de Rabat[400].

1978
- Attilio Gaudio : journaliste et professeur à l'École d'anthropologie de Paris[401].

1992
- Rudy Boschwitz : sénateur américain[402].

1994
- Torsten Wolfgramm : membre de l'assemblée parlementaire du Conseil de l'Europe[403].

1995
- Nikolaus Voegeli : consul général honoraire du Maroc[404].

1999
- Emilio Martínez Rosales : chambre des représentants colombienne[405].

2001
- Mohamed Lemine Ould Cheiguer : président de la fédération mauritanienne de football[406].
- Giancarlo Elia Valori : président de l'union des industriels de Rome[407].

2002
- Situ Shuang : docteur en lettres de l'université de la Sorbonne réalise un livre sur le Maroc en langue chinoise[408].
- Haj Imam Hilaludine : président de l'association islamique de Chine[409].
- Xu Zhihong : président de l'université de Pékin[410].
- Bouna Semou Diouf : représentant résident du PNUD au Maroc.
- Patrick Bauer : fondateur et organisateur du Marathon des Sables.
- Saïd Kamilov : érudit russe ayant traduit en langue russe des causeries hassaniennes[411].

2004
- Bernard Kasriel : directeur général du groupe Lafarge[412].

2005
- Juan Pena Fernandez[413].

2006
- Marie-Antoinette Guignard : épouse de feu Jacques Guignard.

2007
- Consul Général d`Espagne au Maroc[414].
- Manuel Palomo Romero : président de l'Association des anciens habitants d'Al-Hoceima en Espagne[415].

2008
- Hans Van Baalen : porte parole de la Commission des Affaires étrangères et vice-président de l'internationale libérale[416],[417].
- Mohamed Aïssa Al-Adoaune : directeur du Centre jordanien de documentation[418],[419].
- David Messas : grand Rabin de Paris[100].
- John Van Ameijden[420].
- Jacob Van Der Vis.
- Koos Kruit.
- José Monleon : directeur de l'institut international du théâtre méditerranéen[421].
- Maria Dolores Lopez Enamorado : directrice actuelle de l'Institut Cervantes de Marrakech.
- Gonzalo Fernández Parilla : l'un des fondateurs de l'école des traducteurs de Tolède.
- Lorenzo Manuel Silva Amador : traducteur espagnol.
- Ramon Enciso : ancien PDG de Medi Telecom (2000-2004) et actuel coordinateur du Comité Averroès.
- Henry Cascallana : maire socialiste d'Alcorcón.
- Carlos Bruquetas : président de la plateforme euro-méditerranéenne espagnole.
- Imanol Arias : acteur espagnol.
- Gustavo de Aristegui : porte-parole actuel du groupe parlementaire du Parti populaire.
- Antonio Garrigues : président du Centre International de Tolède pour la Paix (CITpax).

2009
- Paul Chaoul : poète libanais.
- Dimitris Haholiades : consul honoraire du Maroc à Chypre[422].
- Sigmund Sternberg : président du forum des trois religions[423].
- Miguel Fluxà Rosselló : propriétaire du Groupe Iberostar[424].
- Simon Barcelo : président du groupe hôtelier espagnol « Barcello »
- Kerzner Solomon : président du « Kerzner International Holding ».
- Hervé Vighier : directeur général de l'agence de voyage intégré «Marmara».

2010
- Jean-Paul Herteman : président directeur général du groupe Safran[425].
- Serge Pena : peintre français, auteur des ouvrages « Fès, ville de lumière » et « Maroc, toiles de lumière ».

2011
- Stefaan Vandevelde : président des réseaux de distribution électrique et électronique au groupe américain « Delphi » à Tanger[426].
- Mariano De Torres : vice-président de gestion des systèmes d'énergie électrique en Europe et en Afrique au groupe «Lear Corporation» (Tanger).
- Guy Moraux : président du groupe « BM Electronic Systems » (Casablanca).
- Meté Esin : présidente du conseil d'administration de la compagnie turque Toros[427].
- Erhan Oner : PDG de la société turque Tekfen.
- Olavio Massao Takenaka : ancien vice-président de la société brésilienne « Bunge Fertilizantes ».

2012
- Claude Martinand : ancien vice-président du conseil général des ponts et chaussées.
- Jean-Michel Fauve : ancien directeur international d'EDF chargé de coopération avec L'Ex E.E.M devenue ONE.
- Paul Louis Girardot : ancien DG de l'ONEP.
- Jacques Brunet : ancien ingénieur en chef de la circonscription des travaux publics dans le Nord du Maroc.
- André Boulloche : ancien secrétaire général du ministère des travaux publics à Rabat.
- Bertrand Piccard : pilote de l’avion solaire et fondateur de Solar Impulse[428].
- André Borchberg : pilote du même avion et cofondateur de Solar Impulse.
- Christian Esteve : ancien président de la zone euro-méditerranéenne du groupe Renault
- Jacques Chauvet : ancien président de la zone euro-méditerranéenne du groupe Renault.
- Gerard Detourbet : directeur du programme "Logan Monde".
- Christophe Chabert : chef des négociateurs de l'accord-cadre entre le Maroc et le Groupe Renault.
- Michel Faivre Duboz : directeur général de Renault Maroc.
- Edouard Armalet : directeur général de Renault Tanger.
- Richard Weber : ex DG-adjoint d'EuropeAid[429].

2013
- Amani Abou Zeid : représente résidente de la Banque Africaine au Développement au Maroc[147].
- Ishtiaq Baig : consul général honoraire du Maroc à Karachi[148].
- Horst Rudolph : président exécutif du groupe "Yazaki Europe Limited"[430],[431].
- Michel Henri Pinair : président du Conseil de surveillance du Groupe "FSD".
- Serra Dominique: fondatrice du Trophée automobile des gazelles.

2014
- Akihiko Tanaka : président de l'Agence Japonaise de la coopération internationale[432].
- Pier Antonio Panzeri : membre du parlement européen et ancien président de la commission des relations avec les pays maghrébins au Parlement européen[430].
- Robert Chastel : médecin et auteur du livre “Rabat : le destin d’une ville et des caprices d’un fleuve”.
- Pauline Demazière : Fondatrice de la galerie d'art "l'Atelier" à Rabat.
- Vanessa Branson : fondatrice de la biennale de Marrakech.
- Elisabeth Bauchet Bouhlal : artiste, collectionneur d'œuvres d'art[433].
- Lucien Amiel : directeur de la galerie "Venise Cadre" à Casablanca.

2015
- José Alberto Alegria : consul honoraire du Maroc en Algarve[432].
- Dalila Araujo : ex-secrétaire d'État portugaise à l'Intérieur[240].
- Jean-Luc Martinez : président du Musée du Louvre[434],[435].
- Eve Branson : fondatrice de la fondation Eve Branson[436],[437],[438].
- Geoffrey Weston : expert international au service de la RAM qui a élaboré le programme de restructuration de la compagnie nationale[439].

2016
- William E. Heinecke : PDG du Minor Group[440],[441].
- Michel Mathieu : connu sous le nom de Charles Saint-Prot, chercheur et expert du Monde arabe et islamique.
- Henri Louis Védie : chercheur et professeur universitaire français, auteur de plusieurs ouvrages sur le Royaume du Maroc.
- Bariza Khiari : vice-présidente du groupe d’amitié France-Maroc du Sénat[442].
- Jean-Louis Guigou : président de l’Institut de prospective économique du monde méditerranéen[443].

2020
- Panayotis N. Sarris : ancien ambassadeur de Grèce au Maroc[444],[445].

2021
- Barbara Bregato : ancienne ambassadrice d’Italie au Maroc[446].

### Chevalier
1914
- Jean François Sonier : Maréchal des logis[447].

1918
- Akkouche Kaci Ben Said : soldat de 2e classe au 1er régiment de marche de tirailleurs[448].

1933
- René Lepage : propriétaire des tanneries René Lepage[1].

1946
- Mohammed Cherrabi.

1951
- Antoine Font.

1952
- Aimé Mengual[449].
- Jean Riché.

1953
- Medioni : médecin et président de l'association juive pour la lutte contre la tuberculose.

1955
- Marcel Lepainteur : gendarme français[450].

2002
- George François : ex-président du Groupe Sylea[451],[452].
- Wieland Neuberth : président de la société Roesner[453].
- Jurgen Tunsmann : président de la société Tunsmann[454].

2004
- Juan Carlos Angulo : directeur de la région Europe occidentale et Maroc du groupe Lafarge

2009
- Fortunato Edery : citoyen marocain et propriétaire de la plus grande entreprise d'organisation des fêtes au Chili.
- Cassisa Jean-Jacques Michel : premier client de la station touristique Saïdia.

2010
- Firmina Suarez Garcia et Raffaella Del Campo Massuela : infirmières et assistantes sociales au centre régional hospitalier d’Al Hoceima.
- Maria Dos Reis Cayo : infirmière et assistante sociale au centre Lalla Meryem de protection de l’enfance à Rabat

2012
- Margareth Obank : directrice de la revue britannique ''Banipal''[455].
- Bassam Kourdi : responsable des éditions du centre arabe culturel de Casablanca.

2013
- Panayotis Stournaras : ambassadeur de Grèce au Maroc.
- Consul honoraire du Maroc à Hong Kong[62].

2014
- Yannick Lintz : directrice du département des arts islamiques au Musée du Louvre à Paris[429].

2015
- Lino Bacco : journaliste sportif.

2017
- Pham Truong Giang : ex-ambassadeur du Vietnam au Maroc[456],[457].

2021
- Natasha Deschamps : attaché militaire à l'ambassade de France au Maroc.

## Galerie

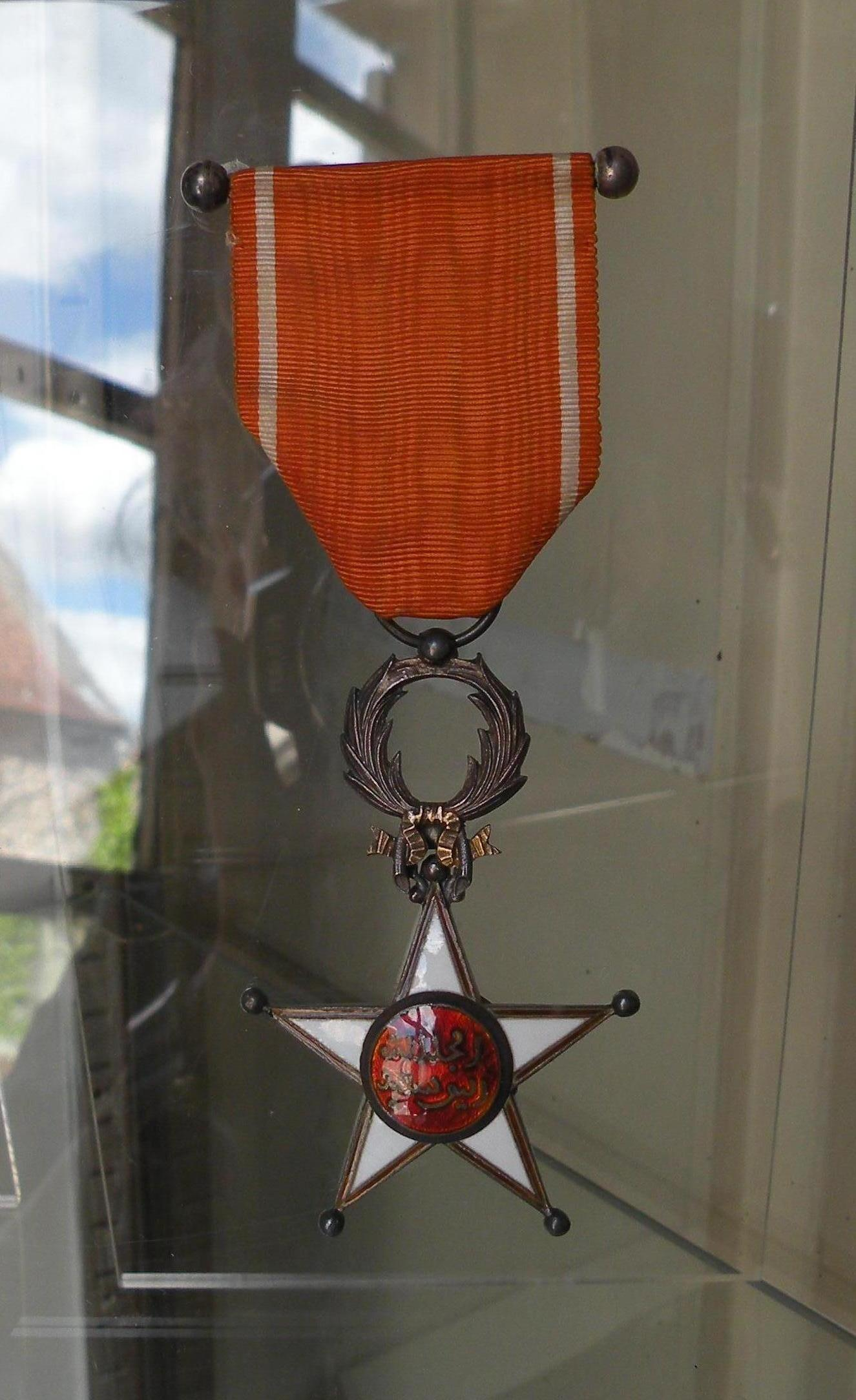
Ouissam alaouite, exposé au musée des Spahis de Senlis.
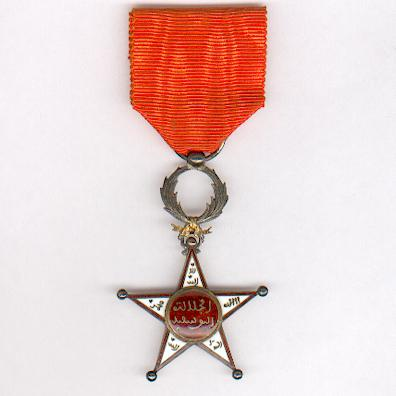
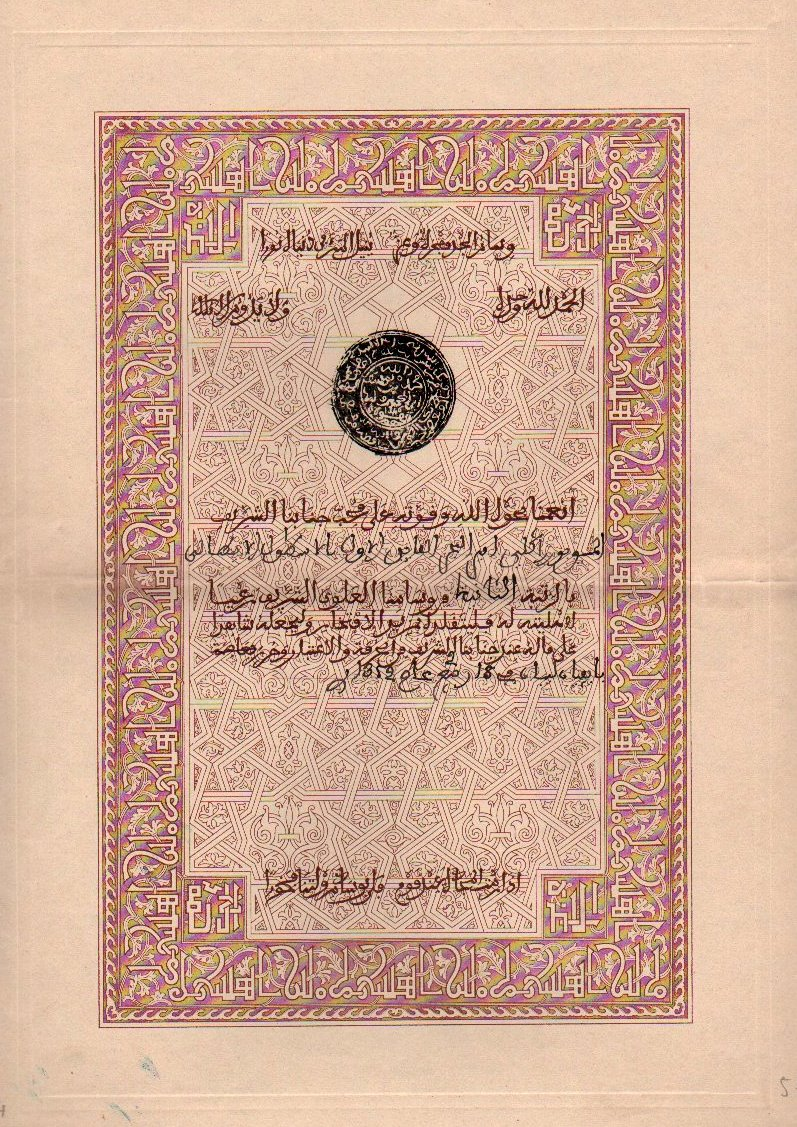
Grand officier de l'ordre du.Ouissam Alaouite pour Ernesto Burzagli en 1933
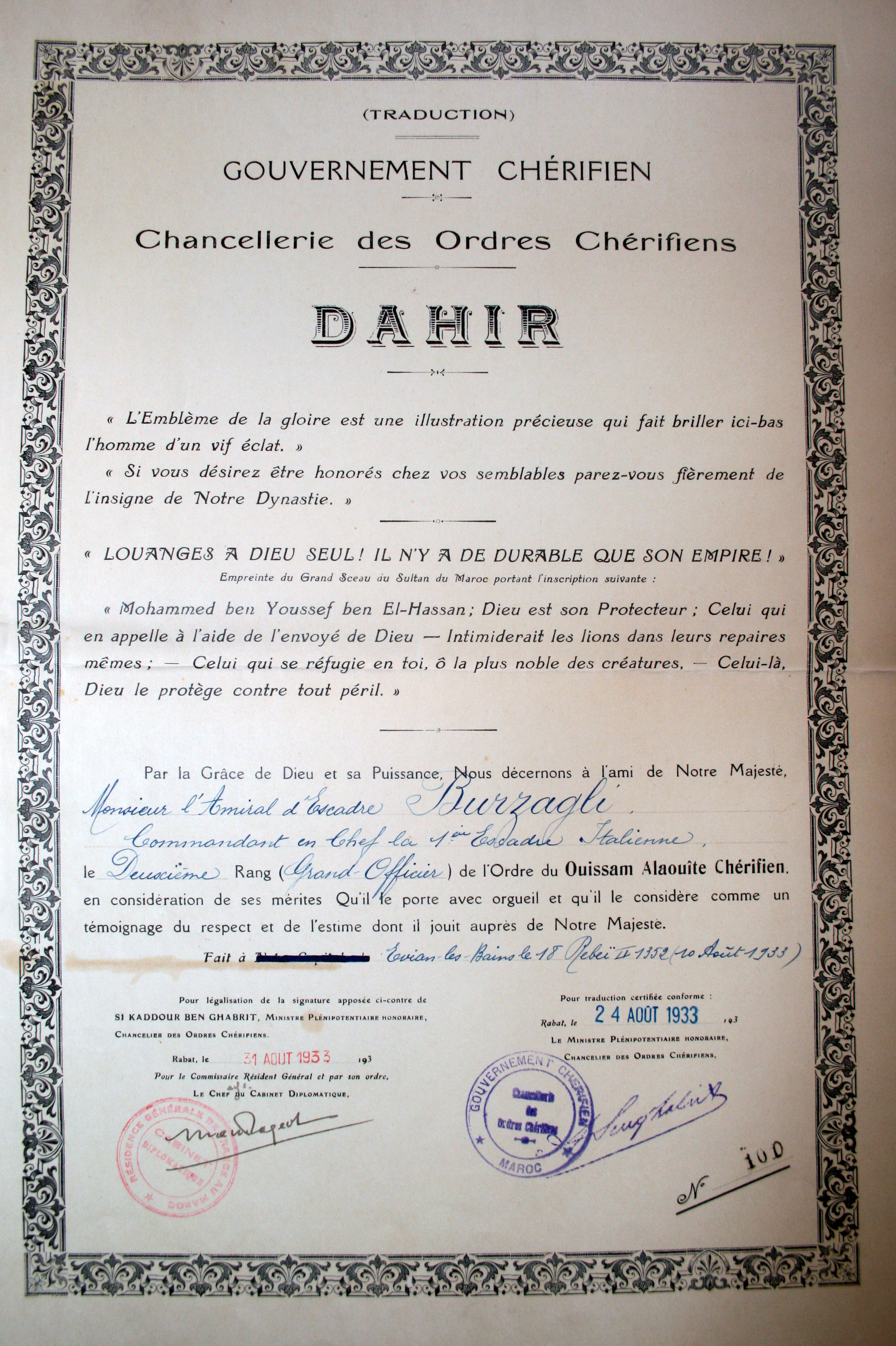
Grand officier de l'ordre du.Ouissam Alaouite pour Ernesto Burzagli en 1933
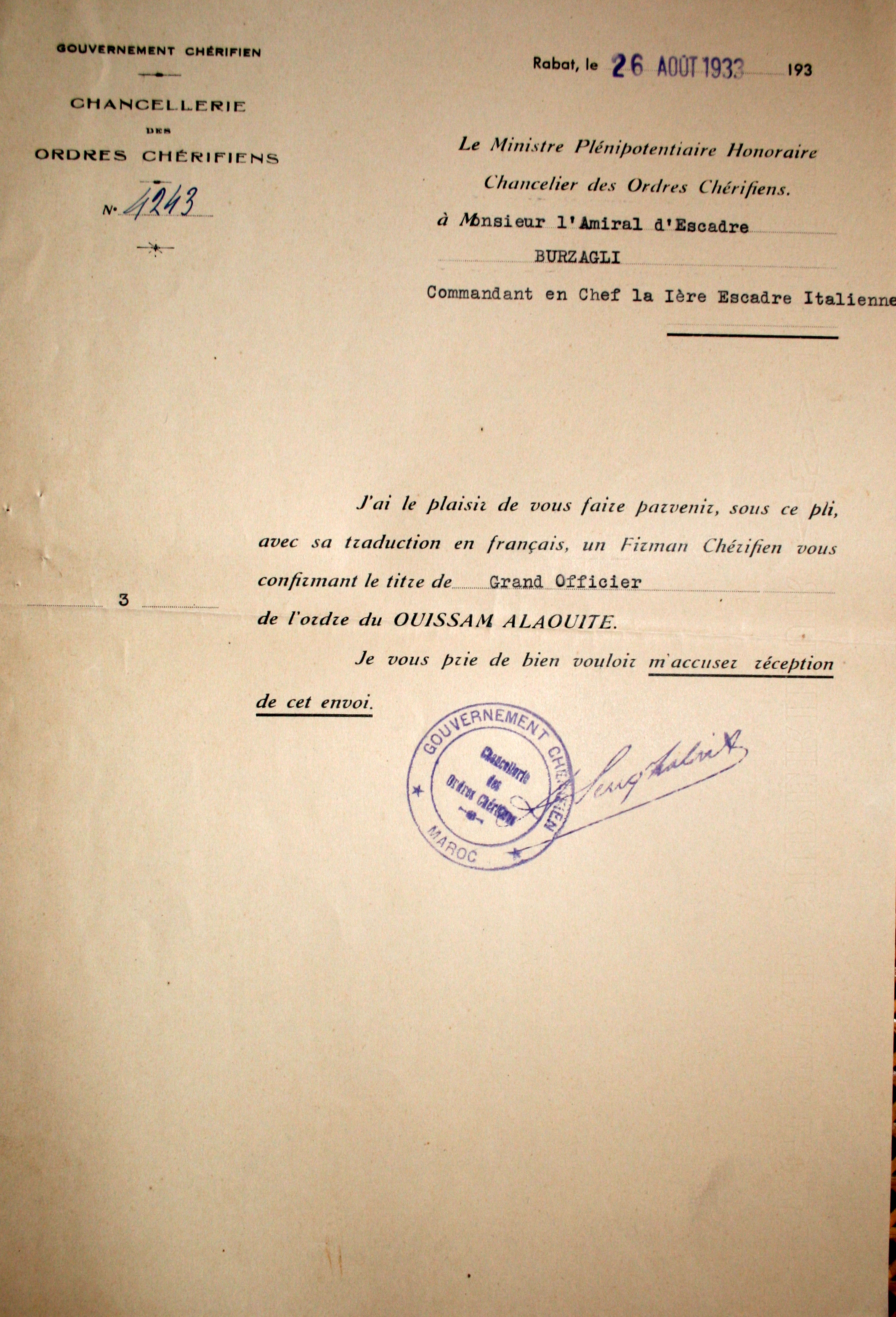
Brevet du Ouissam alaouite